# Dirlewanger
Dirlewanger e шведска рок група, една от първите RAC и Ой! групи, основана през 1986 година. Изпълненията ѝ са на шведски и английски език.

## Дискография
- 1989 – Rocking for the Golden Race
- 1990 – N... Season
- 1991 – Unity of Honour
- 1992 – White Power Rock 'n' Roll
- 1992 – Desert Storm
- 1994 – 1986-1990, Volume 1
- 1994 – 1986-1990, Volume 2
- 1996 – Brandenburg 1992 – Disc 3